# 圣樊尚德巴雷斯
圣樊尚德巴雷斯（法語：Saint-Vincent-de-Barrès，法語發音：[sɛ̃ vɛ̃sɑ̃ də baʁɛs]）是法国阿尔代什省的一个市镇，位于该省东部，属于普里瓦区。

## 地理
圣樊尚德巴雷斯（44°39'39"N, 4°42'31"E）面积19.1 平方千米，位于法国奥弗涅-罗讷-阿尔卑斯大区阿尔代什省，该省份为法国东南部内陆省份，北起顺时针与卢瓦尔省、伊泽尔省、德龙省、沃克吕兹省、加尔省、洛泽尔省和上盧瓦爾省接壤。
与圣樊尚德巴雷斯接壤的市镇（或旧市镇、城区）包括：克吕阿斯、梅斯、圣博济勒、圣拉热布雷萨克、拉韦宗河畔圣马丹。
圣樊尚德巴雷斯的时区为UTC+01:00、UTC+02:00（夏令时）。

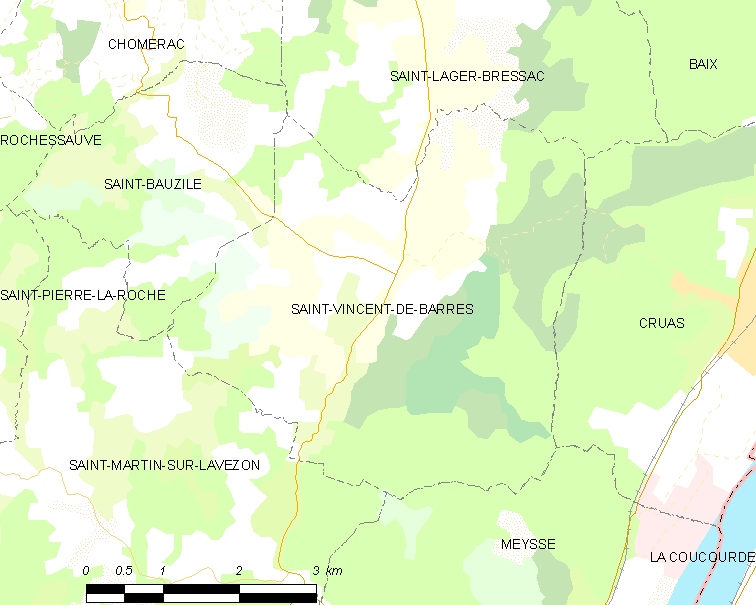
圣樊尚德巴雷斯的OSM定位图

## 行政
圣樊尚德巴雷斯的邮政编码为07210，INSEE市镇编码为07302。

## 政治
圣樊尚德巴雷斯所属的省级选区为勒普赞县。

## 人口

1962-2008年间圣樊尚德巴雷斯人口变化图示

圣樊尚德巴雷斯于2022年1月1日时的人口数量为827人。